# Бзита
Бзита (осет. Бзитыхъæу, груз. ბზითა) — село в Закавказье, входит в Дзауский район Южной Осетии (Онский муниципалитет края Рача-Лечхуми и Нижняя Сванетия Грузии).
Относится к Фазыкауской (Фазикауской) сельской администрации в РЮО.

## География
Село располагается в Кударском ущелье на левом берегу реки Джоджора, к северу от города Квайса..

## Население
В 1987 году в селе Бзита проживало 190 человек. По переписи 2015 года численность населения села составила 103 жителя.